# Simulium synanceium
Simulium synanceium är en tvåvingeart som beskrevs av Chen och Cao 1983. Simulium synanceium ingår i släktet Simulium och familjen knott. Inga underarter finns listade i Catalogue of Life.